# Open Journal Systems
Open Journal Systems (OJS) es un software libre para la administración de revistas creado por el Public Knowledge Project, liberado bajo licencia GNU General Public License.

## Historia
OJS fue diseñado para facilitar el desarrollo de publicaciones de acceso libre, publicación revisada por pares, proveyendo la infraestructura técnica no solo para la presentación en línea de artículos de revista, sino también el flujo editorial por completo, incluyendo el envío de artículos, múltiples rondas de revisión por pares e indexación. OJS se basa en que los individuos cumplan diferentes roles, como administrador de revista, editor, revisor, autor, lector, etc. Fue publicado en 2001 y es compatible con el protocolo OAI-PMH. En agosto de 2008 OJS es utilizado por al menos 1923 revistas en el mundo; en el tercer trimestre de 2012 OJS supera las 14000 revistas. Otros de los desarrollos que lleva a cabo Public Knowledge Project para el impulso editorial de acceso abierto es Open Monograph Press, Open Harvester Systems y Open Preprints Systems, mientras que otros ya quedaron sin actualizaciones como Open Conference Systems. Puede consultar en vivo las estadísticas de implantación de OJS.
Particularmente para Latinoamérica y el mundo de habla hispana, Public Knowladge Project tiene un foro específico para consultar problemas técnicos, ha llevado a cabo el primer Sprint latinoamericano en la ciudad de Bogotá en el año 2022 y lleva a cabo tareas de traducción del material en inglés para facilitar el acceso del público de lengua castellana.

## Usos
En Argentina, el CAICYT de CONICET implementó OJS en el Portal de Publicaciones Científicas y Técnicas Archivado el 2 de septiembre de 2011 en Wayback Machine. para revistas científicas argentinas hasta el año 2021, cuando repentinamente el portal dejó de funcionar por problemas técnicos y de mantenimiento. Desde entonces, muchas de las revistas argentinas que estaban en el portal han tenido que migrar a sus propios servidores, como Kimün. Revista Interdisciplinario de Formación Docente. Asimismo, la Universidad Nacional de La Plata posee desde 2008 el Portal de Revistas.
En Colombia, esta herramienta es utilizada por la UIS, la Pontificia Universidad Javeriana, la Universidad Cooperativa de Colombia, la Universidad Libre , la Universidad del Rosario , la Universidad Nacional , la Universidad Distrital Francisco José de Caldas , la Universidad Icesi , la Universidad de Antioquia  Archivado el 11 de agosto de 2011 en Wayback Machine., la Fundación Universitaria Juan de Castellanos , la Universidad de Cundinamarca , la  Universidad Nacional Abierta y a Distancia  o la Corporación Universitaria Republicana , la Fundación Universitaria Católica Lumen Gentium  entre otras.
En Ecuador, la Escuela Politécnica Nacional a través del Departamento de informática y Ciencias de la Computación utiliza Open Journal Systems para su revista electrónica ReDiFIS. http://redifis.epn.edu.ec, y la Universidad Católica de Santiago de Guayaquil, usa OJS en su publicación de Revista Medicina, y tiene en proyecto otras publicaciones.
En España, el Consejo Superior de Investigaciones Científicas ha implementado OJS en su sección de Revistas Científicas . Con cerca de 500 revistas, RACO  del Consorcio de Servicios Universitarios de Cataluña (CSUC) es una de las mayores instalaciones. La mayoría de universidades españolas han optado por este software, como la Universidad Autónoma de Barcelona , la Universidad Complutense de Madrid , la Universidad de Valencia  o la Universidad Abierta de Cataluña  o la Universidad de Córdoba.
En Venezuela, al menos 32 universidades públicas y/o privadas, además de otras organizaciones independientes gestionan unas 230 publicaciones empleando esta plataforma.
En Costa Rica, es la plataforma utilizada para las publicaciones de las revistas académicas de la Universidad de Costa Rica, entre ellas destacan la revista International Journal of Tropical Biology and Conservation de la Escuela de Biología y la RevistARQUIS de la Escuela de Arquitectura
En Perú, la Biblioteca Nacional utiliza Open Journal Systems para la gestión y edición de la Revista Fénix que fundara el reconocido historiador Jorge Basadre Grohmann.